# Chế độ ăn trái cây

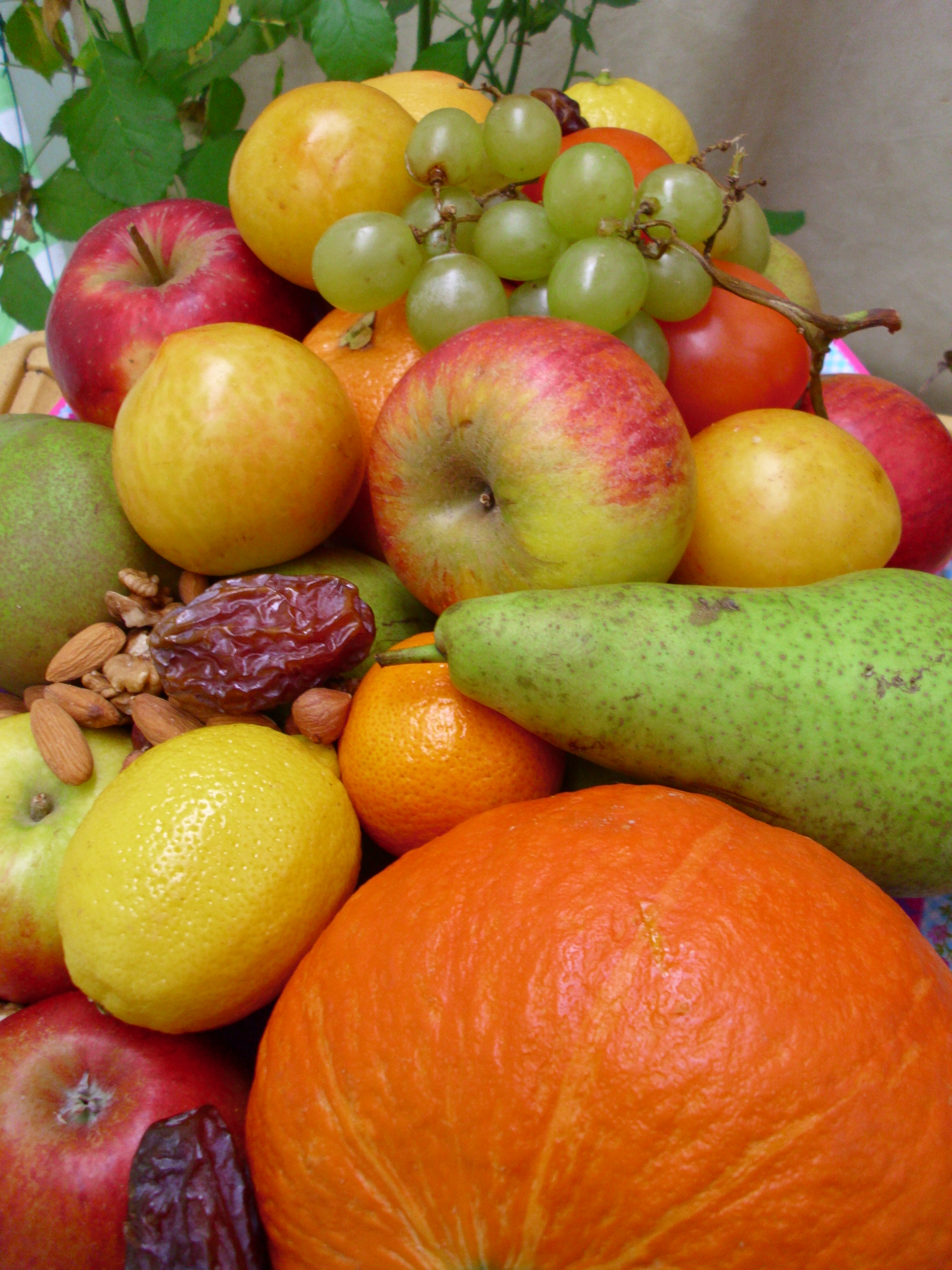
Các loại hoa quả, trái cây

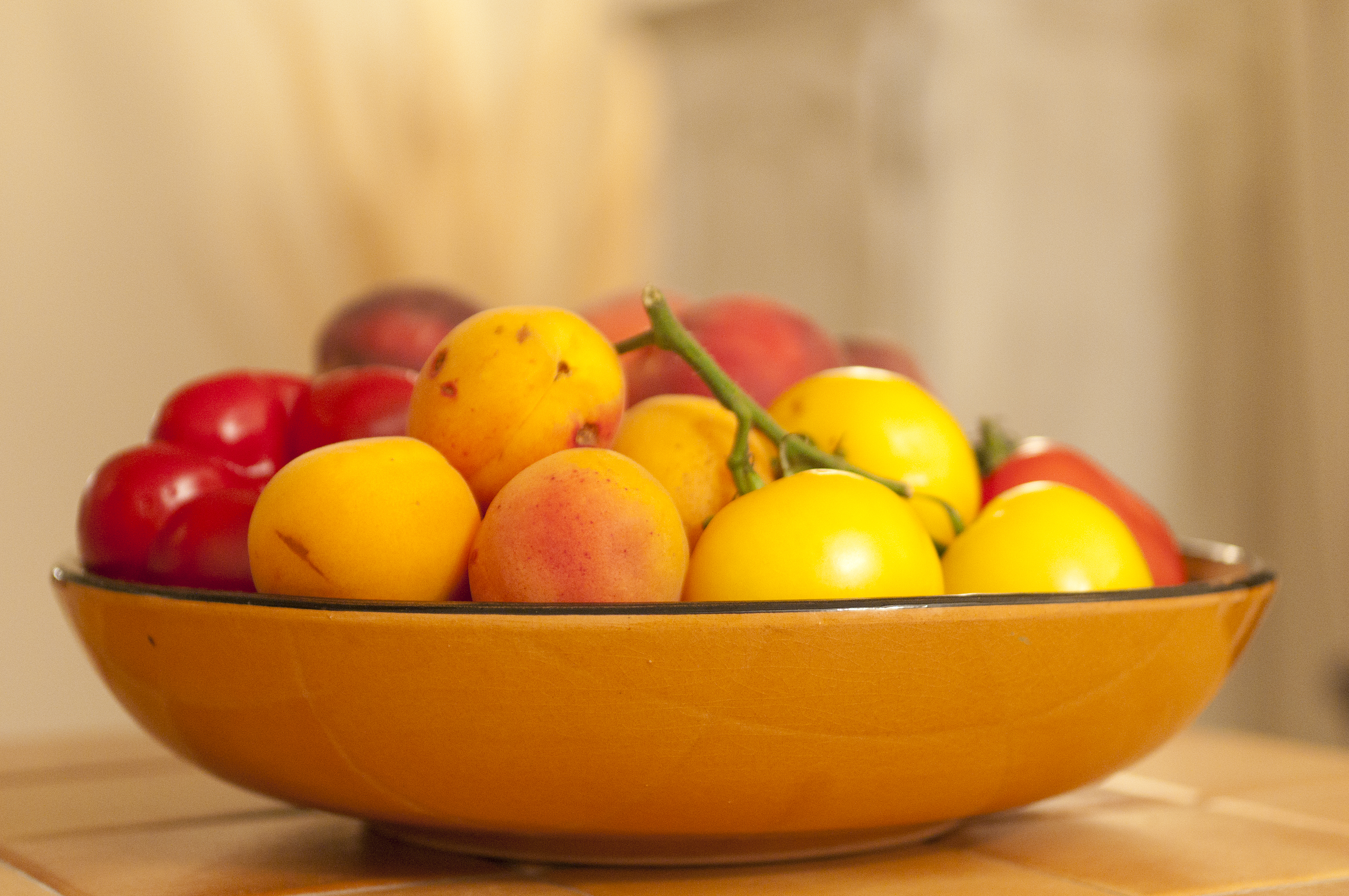
Một tô trái cây

Chế độ ăn trái cây (Fruitarianism) là một nhánh riêng của chế độ ăn thuần chay bao gồm chế độ ăn uống với khẩu phần hoàn toàn (hoặc chủ yếu) chỉ là trái cây (hiểu theo nghĩa thực vật học) và có thể là các loại hạt, nhưng không ăn các loại sản phẩm động vật. Chế độ ăn kiêng trái cây hiện chịu nhiều chỉ trích và lo ngại về vấn đề sức khỏe. Chế độ ăn hoa quả có thể được chấp nhận vì những lý do khác nhau, bao gồm về đạo đức, tôn giáo, môi trường, văn hóa, kinh tế và sức khỏe.
Trái cây là một nguồn chất dinh dưỡng thiết yếu trong chế độ ăn lành mạnh, chế độ ăn nhiều trái cây có liên quan đến tất cả các loại lợi ích sức khỏe, bao gồm giảm nguy cơ mắc nhiều bệnh tật. Trái cây có nhiều chất dinh dưỡng và lượng calo tương đối thấp khiến chúng trở thành lựa chọn tcho những người muốn giảm cân.  Nhiều người có thói quen và chế độ ăn uống để duy trì mục đích giảm cân và chỉ sử dụng thực phẩm trái cây hoàn toàn trong các bữa ăn chính. Có một số loại chế độ ăn kiêng, một số người có chế độ ăn bao gồm 75% trái cây trở lên có thể coi mình là người ăn trái cây.
Lợi ích sức khỏe của chế độ ăn kiêng trái cây không được chứng minh bởi các bằng chứng khoa học, trên thực tế, chế độ ăn kiêng với chỉ toàn trái cây/hoa quả kiểu này làm tăng nguy cơ thiếu hụt các chất dinh dưỡng như vitamin B12, calci, sắt, kẽm, omega-3 và protein. Ăn trái cây sai thời điểm không những làm mất tác dụng của trái cây mà còn khiến bạn mắc các bệnh về tiêu hóa và dạ dày. Ăn quá nhiều trái cây cũng không tốt cho răng, vì quá trình nhai sẽ khiến thành phần đường trong trái cây được giải phóng ra ngoài khoang miệng. Trong trái cây có chứa carbohydrate lên men, axit có tính ăn mòn răng các chất này sẽ lưu giữ trong răng và ăn mòn răng.